# Iben Tinning
Iben Tinning (Kopenhagen, 4 februari 1974) is een Deense golfprofessional. Zij speelt op de Ladies European Tour (LET) en stond eind 2005 als eerste Deense speelster ooit aan de top van de LET Order of Merit.

## Carrière
Tinning behaalde in 2002 twee overwinningen op de Ladies Tour en werd uitgekozen voor het team van de Solheim Cup. In 2003 won zij het kwalificatietoernooi om op de Amerikaanse Tour te kunnen spelen in 2004, en werd opnieuw voor de Solheim Cup uitgenodigd. De resultaten in Amerika waren teleurstellend en eind 2004 verloor ze haar spelerskaart.
In 2005 speelde ze weer in Europa. In mei won ze het Spaans Open en drie weken later won ze het Italiaans Open. De mooiste overwinning vond ze het Nykredit Masters in eigen land. Ze werd uitgeroepen tot Speelster van het Jaar en was de eerste Deense speelster die ooit een Order of Merit op een grote Tour won. Opnieuw mocht ze in de Solheim Cup spelen.
In 2007 speelde Tinning voor het laatst in de Solheim Cup. Ze verloor toen haar singles van Juli Inkster.
In 2010 kondigde Tinning aan dat ze ophield met het spelen van toernooien aangezien zij een reeds geruime tijd last van haar heup had.  De Omega Dubai Ladies Masters van december 2005 was haar laatste toernooi. Ze won, een mooi einde van een mooie carrière.

## Overwinningen

### Individueel
- 2002: Ladies Irish Open po (-2), La Perla Ladies Italian Open (-14)
- 2005: Open de España Femenino, BMW Ladies Italian Open (-17), Nykredit Masters, LET Order of Merit
- 2010:  Omega Dubai Ladies Masters (-11)

### Teams
- Solheim Cup: 2002, 2003 (winnaars in Indiana), 2005, 2007